# Colobothea sexagglomerata
Colobothea sexagglomerata es una especie de escarabajo longicornio del género Colobothea, categorizada en la tribu Colobotheini, de la subfamilia Lamiinae. Fue descrita por Zajciw en 1962.

## Descripción
Mide 12-13,5 mm de longitud.

## Distribución
Se distribuye por Brasil.